# Vyšší odborná škola sociální a střední pedagogická škola Prachatice
Vyšší odborná škola sociální a střední pedagogická škola Prachatice je střední odborná škola s maturitou a vyšší odborná škola ukončená absolutoriem v Prachaticích v Jihočeském kraji. 

## Historie

### Počátky dívčích škol v Prachaticích
Od roku 1883 ve městě existoval domov pro dívky, které splnily povinnou školní docházku, v domě č. 133. O devět let později byla v domě č.p. 101 díky financování města založena soukromá dívčí pokračovací škola s vyučovacím jazykem německým, které narůstal počet zájemkyň, proto si začala od roku 1894 pronajímat ještě dům čp. 47. Sponzorem, jež škole obstaral i hmotné vybavení včetně šicích strojů, byl německý spolek Böhmerwaldbund. Postavena byla také další budova pro penzionát. 15. září pak byla otevřena Ženská odborná škola pro šití a krejčovství.
Když v roce 1923 skončilo provoz místní německé gymnázium, otevřela se v budově německá veřejná škola pro ženská povolání. Počet studentek se však snižoval a v roce 1944 byla činnost školy natrvalo ukončena.
Na začátku 20. století v Prachaticích rostla potřeba založit podobnou českou školu, jejíž první třídu se podařilo otevřít v zapůjčené místnosti Národního domu 1. března 1910. Škola v roce 1912 dostala název Český ústav Boženy Němcové v Prachaticích a rozrůstala se jak v počtu žákyň tak využívaných prostor. V roce 1918 byly zakoupeny domy v ulicích Školní a Zahradní.
Po připojení Prachatic k Německé říši roku 1938 se podařilo z majetku školy zachránit jen málo. V roce 1944 byla škola uzavřena a k její obnově došlo až po 2. světové válce pod názvem Městská odborná škola pro ženská povolání. Škola byla v následujících letech rekonstruována, to nicméně nezabránilo to jejímu zrušení v roce 1949, stejně jako se to stalo její nástupkyni Vyšší sociální škole větve výchovné o rok později.

### Od roku 1950 do současnosti
Historie současné organizace začíná téhož roku (1950), kdy vzniklo Pedagogické gymnasium pro vzdělání učitelek mateřských škol. Jednalo se o čtyřletý obor s maturitou, později změněný na tříletou pedagogickou školu pro vzdělání učitelek mateřských škol s dalším rokem praxe, nicméně od roku 1960 se organizace vrátila k původní čtyřleté formě. Umožněno bylo také dálkové studium v Českých Budějovicích.
V 60. letech prošla hlavní budova školy několika etapami rekonstrukcí a v roce 1970 provozovala 10 tříd denního učitelského a také vychovatelského studia, o něž byla výuka obohacena v roce 1963.
Roku 1993 se organizace rozšířila o Vyšší odbornou škole sociální. Škola ještě několikrát drobně změnila svůj název a od roku 1996 je prezentována jako Vyšší odborná škola sociální a Střední pedagogická škola.

## Popis
Vyšší odborná škola sociální a střední pedagogická škola Prachatice je jedinou školu tohoto zaměření v Jihočeském kraji. Jde o příspěvkovou organizaci Jihočeského kraje se sídlem v budově v Zahradní ulici, nicméně využívá i budovy v ulici Husově a přístavbu tělocvičny k hlavní budově. Ke škole patří též domov mládeže s kapacitou 282 lůžek a jídelnou ve třech budovách v ulicích Zlatá stezka a Zahradní.
Škola nabízí tři studijní obory, a to Pedagogické lyceum a Předškolní a mimoškolní pedagogika v rámci střední školy, a dále obor Sociální práce na VOŠ. Praxi studenti VOŠ vykonávají například v Domově pro seniory Máj v Českých Budějovicích.
Ve škole může studovat až 400 studentů, pro školní rok 2018–19 jich výroční zpráva uvádí 232.

## Galerie

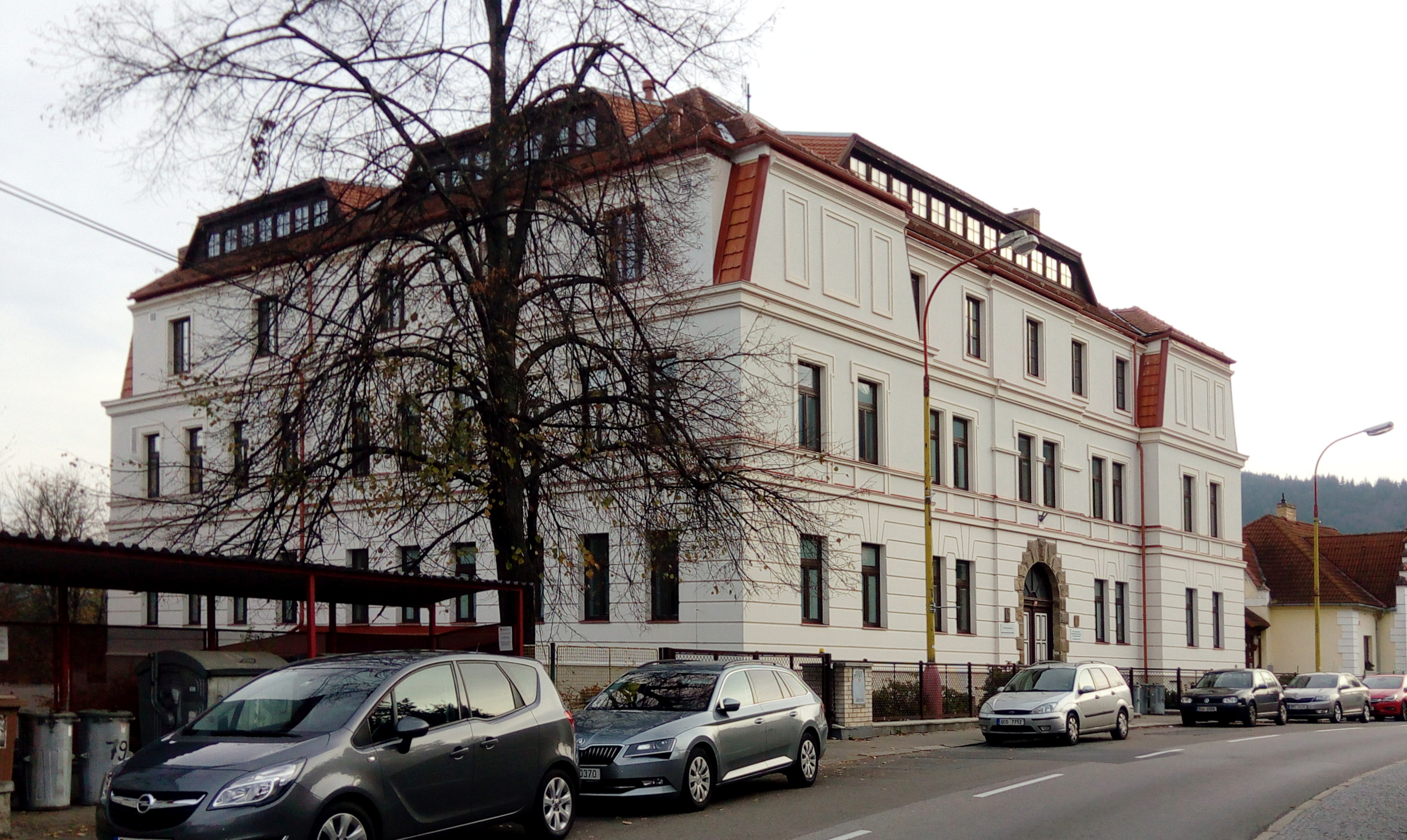
Pohled na hlavní budovu od severu
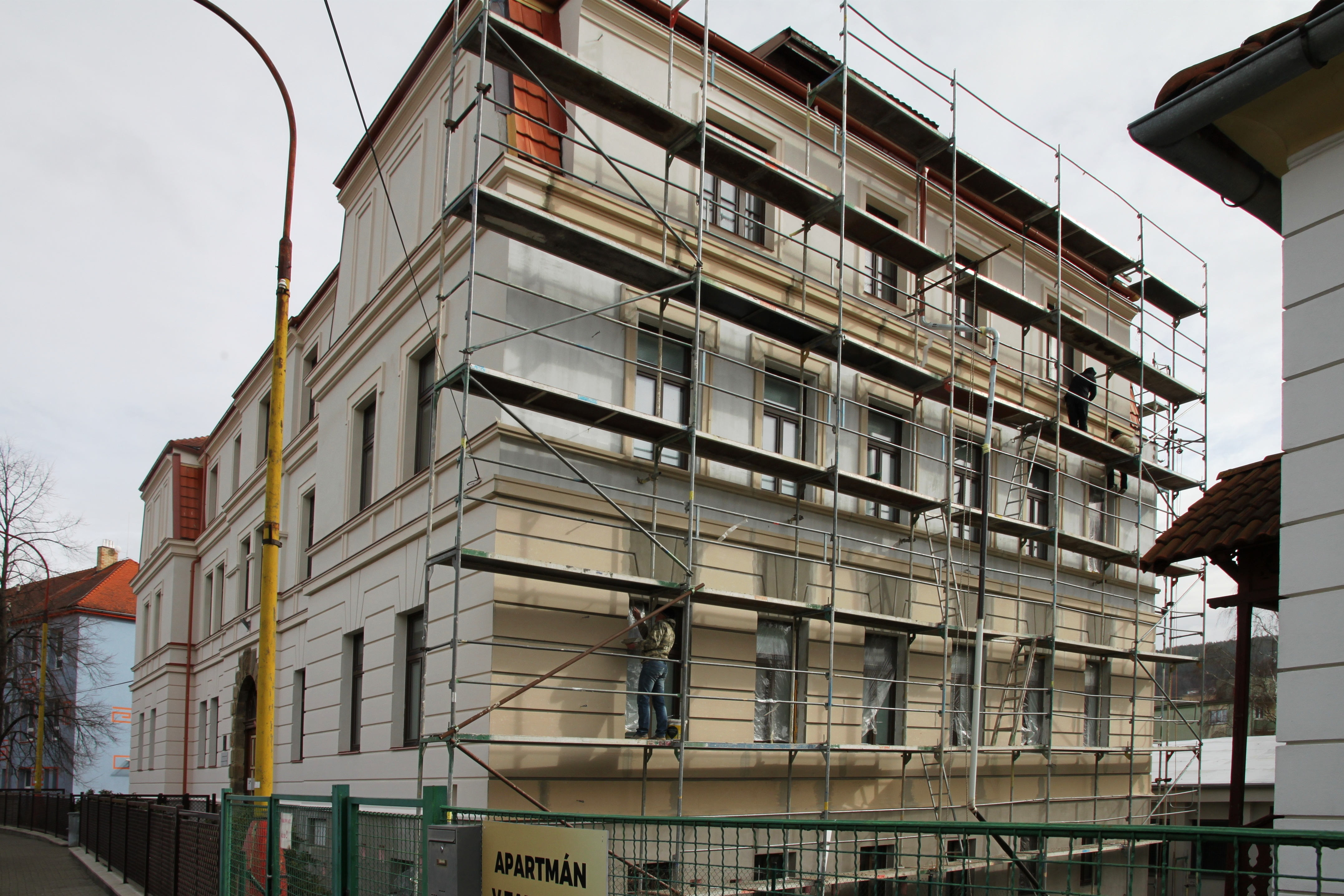
Budova během rekonstrukce v březnu 2019
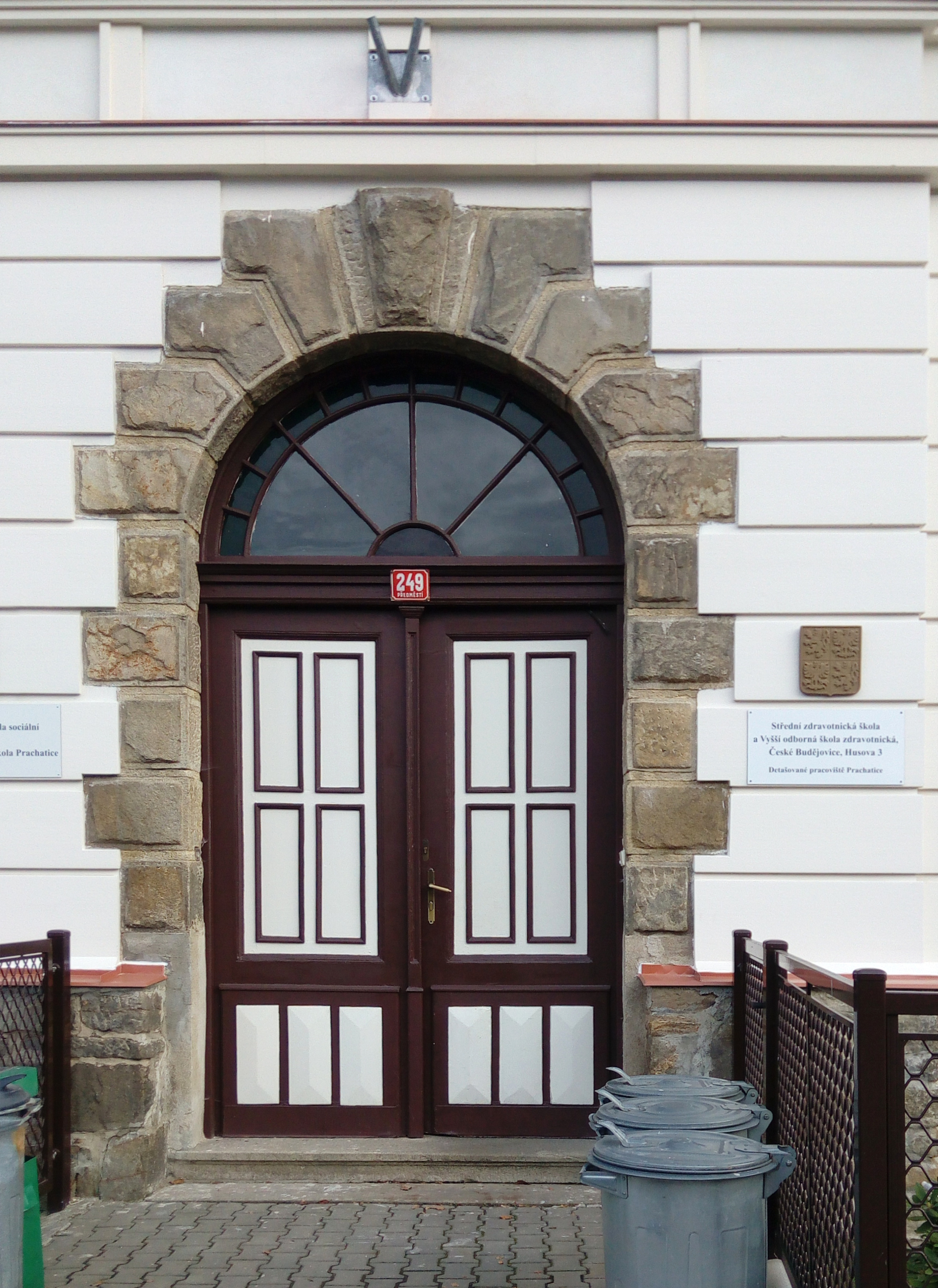
Hlavní vchod
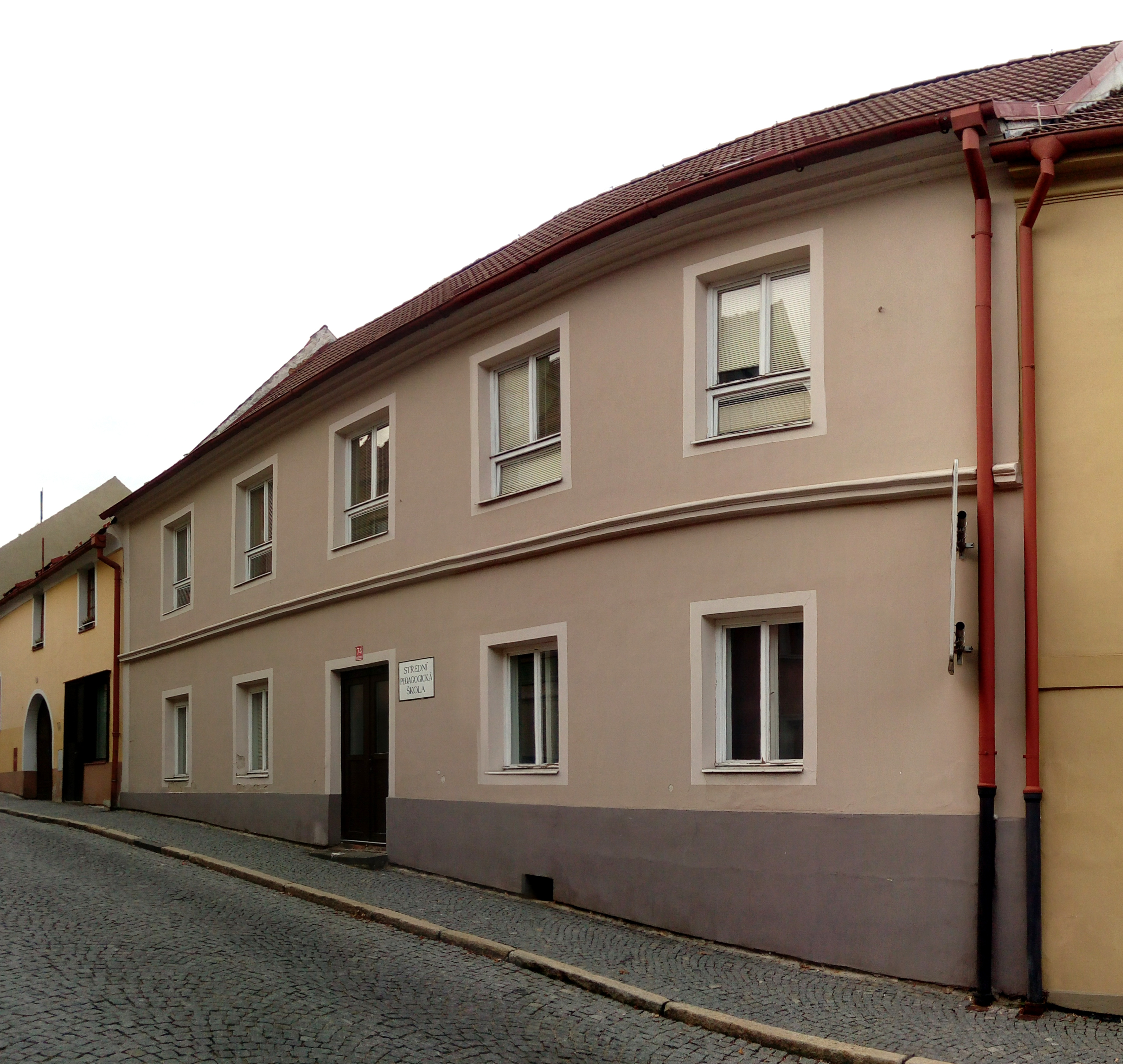
Budova čp. 74 v Husově ulici